# ديفيد س. جونسون
ديفيد س. جونسون (بالإنجليزية: David C. Johnson)‏ هو ملحن أمريكي، ولد في 30 يناير 1940 في باتافيا في الولايات المتحدة.

## وصلات خارجية
- ديفيد س. جونسون على موقع ميوزك برينز (الإنجليزية)
- ديفيد س. جونسون على موقع ديسكوغز (الإنجليزية)